# Khersones
Die Khersones (russisch/ukrainisch Херсонес) ist ein sowjetisches Segelschulschiff, das nach 1991 unter ukrainischer Flagge fuhr und seit der widerrechtlichen Annexion der Krim durch die Russische Föderation 2014 unter russischer Flagge genutzt wird.
Sie wurde 1988/89 in der Lenin-Werft in Danzig gebaut, als Teil einer Serie von sechs Schwesterschiffen, Mir, Pallada, Druzhba, Dar Młodzieży und Nadezhda, nach Plänen des polnischen Segelschiffkonstrukteurs Zygmunt Choreń.
Benannt ist sie nach der antiken Stadt Chersones an der Nordküste des Schwarzen Meeres.

## Daten
Die Khersones ist 109,40 Meter lang, 14 Meter breit und hat einen Tiefgang von 6,6 Meter. Sie ist ein Vollschiff mit 2.771 m² Segelfläche und zusätzlich zwei 570 PS Cegielski-Sulzer-Dieselmotoren.

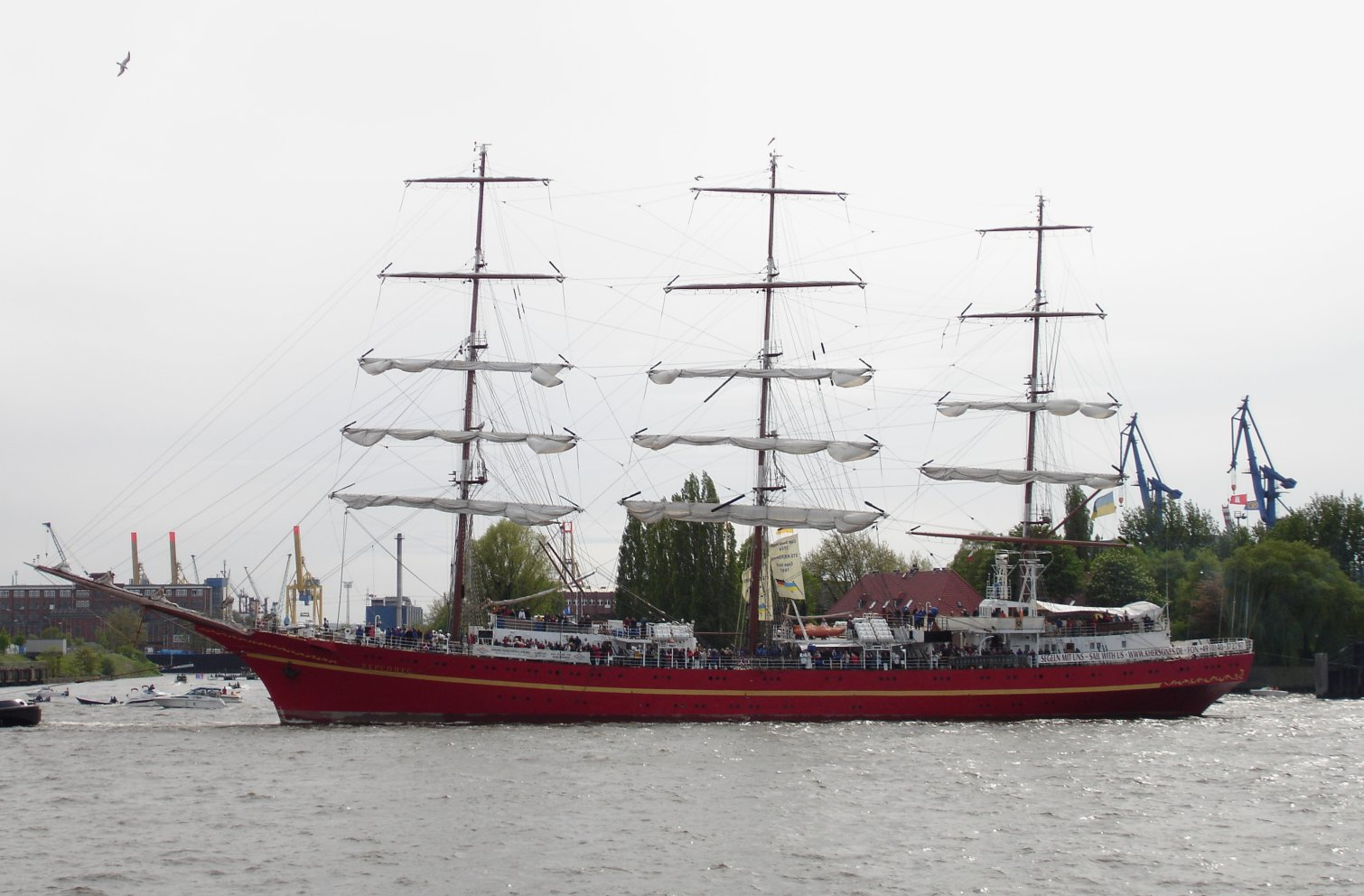
Die Khersones 2005 in Hamburg

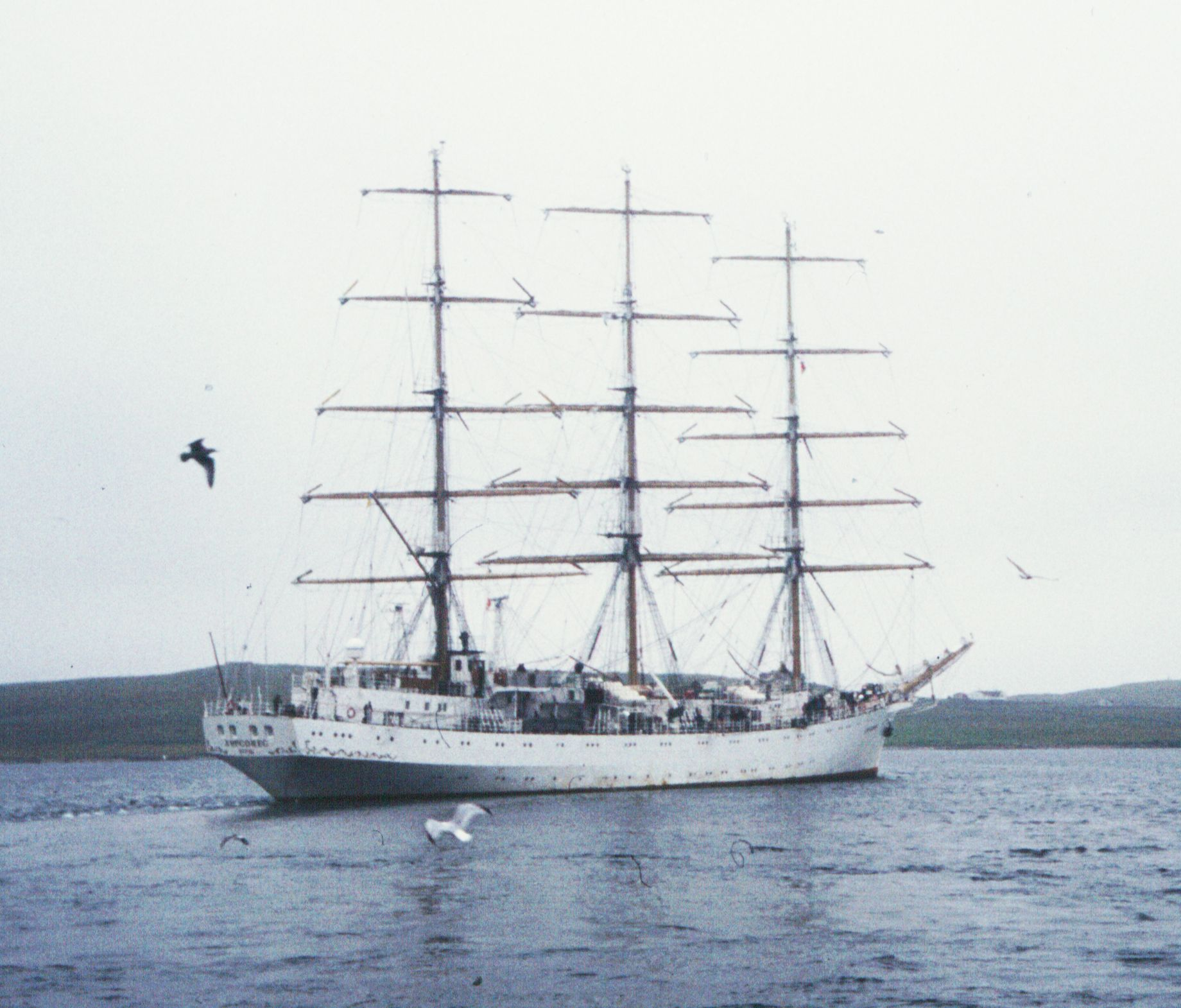
Die Khersones vor Lerwick, Shetlandinseln 1995

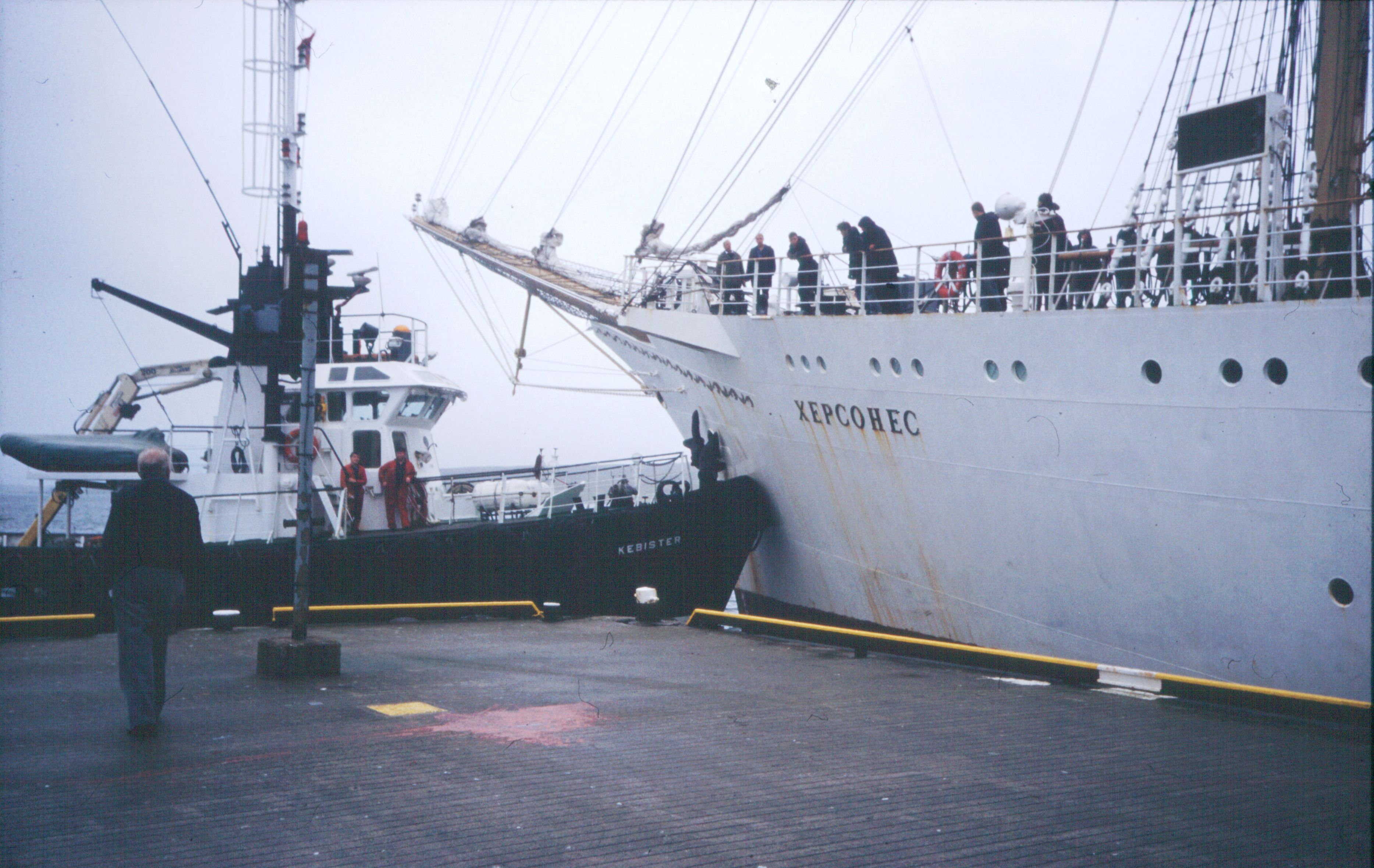
Die Khersones an der Pier von Lerwick, Shetlandinseln, Ablegemanöver

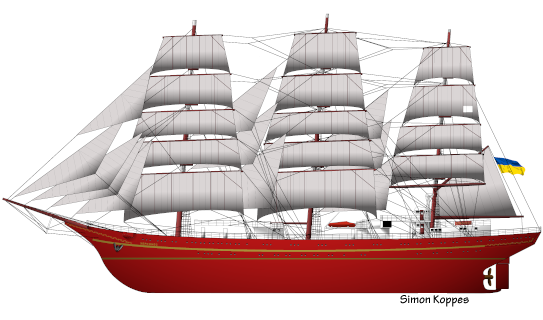
Zeichnung Khersones

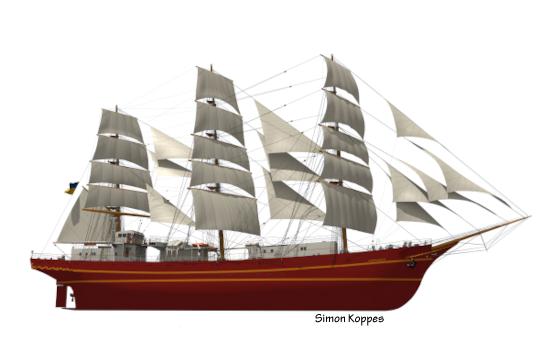
Perspektivisches Bild Khersones

Das Schiff gehört heute dem „Kerch Marine Technological Institute“, das Seeleute ausbildet. Wie die meisten osteuropäischen Schulschiffe nimmt die Khersones neben den auszubildenden Kadetten auch Trainees (zahlende Mitsegler) an Bord. Zur Stammbesatzung gehören 40 Personen.

## Geschichte
1996 wurde das Schulschiff deutschlandweit bekannt, als es in der Fernsehshow „Wetten, dass..?“ durch die geöffnete Lübecker Herrenbrücke fuhr und mit den Rahnocken spezielle Lichtschalter betätigte.
Am 26. Januar 1997 umrundete die Khersones als erster Großsegler nach den Viermastbarken Pamir und Passat im Jahre 1949 das Kap Hoorn unter Segeln. Die Khersones benötigte dazu nur gut sechs Stunden länger als die Rekordzeit der Priwall (5 Tage und 14 Stunden vom 50. zum 50. Breitengrad) aus dem Jahr 1938. Allerdings fuhr die Khersones in Richtung der vorherrschenden Westwinde (d. h. in West-Ost-Richtung), wohingegen die Priwall das Kap in der üblicherweise schwierigeren und langwierigeren Ost-West-Richtung umrundete (siehe Kaphoornier).
2003 erhielt die Khersones in Sewastopol ihren ungewöhnlichen roten Anstrich. Damit wurde sie im selben Jahr auf der Kieler Woche einem größeren Publikum präsentiert.
Die Khersones nahm regelmäßig am größten europäischen Windjammertreffen, der Sail in Bremerhaven, aber auch an Veranstaltungen der Baltic Sail teil.

### Ereignisse im Mai 2006
Die Khersones geriet in den Strudel der Orangen Revolution: Das ukrainische Agrarministerium, dem das Kerch Marine Technological Institute unterstellt wurde, erließ 2006 ein Auslaufverbot für die Chersones. Das Schiff wurde in seinem Heimathafen Kertsch an die Kette gelegt. Bereits gebuchte Reisen mussten absagt werden.

### Unter russischer Flagge
Die Khersones wird seit der Annexion der Krim 2014 unter russischer Flagge genutzt. 2015 wurde sie in einem Dock in Sewastopol restauriert.

## Belege
1. ↑  RRR: 244452 (Seite nicht mehr abrufbar, festgestellt im April 2019. Suche in Webarchiven) (russisch)
2. ↑  Jungfrau Zeitung (24. Januar 2006): Der Mount Everest für Segler. Kap-Hoorn-Umrunder treffen sich in Interlaken (abgerufen am 22. November 2006)
3. ↑  (russisch)
4. ↑  (russisch)